# Yigoga spissilinea
Yigoga spissilinea är en fjärilsart som beskrevs av Otto Staudinger 1896. Yigoga spissilinea ingår i släktet Yigoga och familjen nattflyn. Inga underarter finns listade i Catalogue of Life.